# قائمة من المقالات العلمية والتكنولوجية حسب القارات
هذه هي قائمة من المقالات العلمية والتكنولوجية ويكيبيديا من قبل القارة.

الرسوم المتحركة، ومرمزة خريطة تبين مختلف القارات والأقاليم اعتمادا على الاتفاقية ونموذج ، قد يتم دمج بعض القارات أو تقسيمها: على سبيل المثال، أوراسيا تنقسم غالبا إلى أوروبا و آسيا (الأحمر ظلال)، في حين أميركا الشمالية و الجنوبية كما تعترف في بعض الأحيان القارة الأمريكية (ظلال خضراء)

## أفريقيا
- تاريخ العلوم والتكنولوجيا في أفريقيا
- العلوم والتكنولوجيا في الجزائر
- العلوم والتكنولوجيا في أنغولا
- العلم والتكنولوجيا في المغرب
- العلوم والتكنولوجيا في جنوب أفريقيا

## آسيا
- تاريخ العلوم والتكنولوجيا في الصين
  - العلم والتكنولوجيا من عهد اسرة سونغ
    - أسرة سونغ - التكنولوجيا والعلوم والهندسة

  - العلوم والتكنولوجيا في جمهورية الصين الشعبية
- تاريخ العلوم والتكنولوجيا في شبه القارة الهندية
- العلوم والتكنولوجيا في جمهورية الهند
- الجدول الزمني للعلوم والهندسة في العالم الإسلامي
  - العلم في العالم الإسلامي في العصور الوسطى
  - اختراعات العصر الذهبي الإسلامي
  - الثورة الزراعية العربية
  - العلوم والتكنولوجيا في الدولة العثمانية
- العلوم والتكنولوجيا في اندونيسيا
- العلوم والتكنولوجيا في إسرائيل
- العلوم والتكنولوجيا في اليابان
- تاريخ العلوم والتكنولوجيا في كوريا
- العلوم والتكنولوجيا في ماليزيا
- العلم والتكنولوجيا في روسيا
  - الجدول الزمني للاختراعات التكنولوجيا الروسية والسجلات
  - العلوم والتكنولوجيا في الاتحاد السوفياتي
- وكالة التنمية الوطنية للعلوم والتكنولوجيا التايلندية
- العلوم والتكنولوجيا في تركيا
- العلوم والتكنولوجيا في الفلبين

## أوروبا
- العلوم والتكنولوجيا في أوروبا
- العلوم والتكنولوجيا في ألبانيا
- العلوم والتكنولوجيا في بلجيكا
- العلوم والتكنولوجيا في بروكسل
- العلوم والتكنولوجيا في الفلاندر
- العلوم والتكنولوجيا في والونيا
- العلوم والتكنولوجيا في بلغاريا
- العلوم والتكنولوجيا في أوكرانيا
- العلوم والتكنولوجيا في ألمانيا
- العلم والتكنولوجيا في إيطاليا
- الجدول الزمني للعلوم والتكنولوجيا البولندية
- العلوم والتكنولوجيا في البرتغال
- العلوم والتكنولوجيا في رومانيا
- العلوم والتكنولوجيا في سويسرا
- العلم والتكنولوجيا في المملكة المتحدة

## الشرق الأوسط
- العلم والتكنولوجيا في إيران
  - إيران - العلوم والتكنولوجيا
- العلوم والتكنولوجيا في كازاخستان
- العلوم والتكنولوجيا في باكستان

## أمريكا الشمالية
- العلوم والتكنولوجيا في كندا
- ببليوغرافيا للعلوم والتكنولوجيا في كندا
- تاريخ العلوم والتكنولوجيا في المكسيك
- العلوم والتكنولوجيا في فنزويلا
- العلوم والتكنولوجيا في الولايات المتحدة

## منطقة البحر الكاريبي
- العلوم والتكنولوجيا في جامايكا

## أمريكا الجنوبية
- العلوم والتكنولوجيا في الأرجنتين
- العلوم والتكنولوجيا في البرازيل
- العلوم والتكنولوجيا في كولومبيا

## روابط خارجية
- "مقالات مميزة حول العلوم والتكنولوجيا." نسخة محفوظة 5 مارس 2016 على موقع واي باك مشين. ايكونوميك تايمز